# Aeropuerto Perales
Aeropuerto Perales (Spaans: Aeropuerto Perales) is een luchthaven in de Colombiaanse stad Ibagué.